# Platino (sommergibile)
Il Platino è stato un sommergibile della Regia Marina italiana.

## Storia
Entrato in servizio il 2 ottobre 1941, prese base ad Augusta con il tenente di vascello Innocenzo Ragusa come comandante.
Svolse la sua prima missione offensiva il 3 gennaio 1942 al largo di Malta ma non avvistò navi nemiche.
Il 15 marzo lasciò Augusta diretto nella sua zona d'agguato nei pressi dell'isola di Gaudo (non lontano da Creta) e due giorni dopo fu assalito da un bombardiere Bristol Blenheim che gli lanciò tre bombe che provocarono la morte del sergente Domenico Scodellini; il Platino aprì il fuoco con le proprie mitragliere e danneggiò l'aereo obbligandolo a ripiegare.
Il 13 novembre 1942 (al comando del tenente di vascello Roberto Rigoli) entrò nella rada di Bougie e lanciò quattro siluri contro il piroscafo Narkunda da 16.632 tonnellate di stazza lorda: alcune delle armi finirono insabbiate ma almeno una andò a segno; causa il bassofondale la nave rimase emergente e quindi non è certo se attribuire la sua perdita al Platino o ai bombardieri tedeschi che la attaccarono il giorno seguente provocandone la definitiva distruzione.

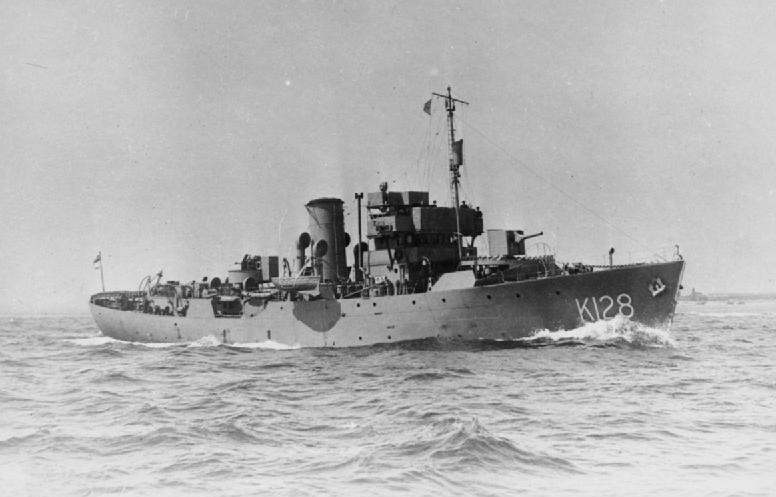
La corvetta britannica Samphire, affondata dal Platino il 30 gennaio 1943

A mezzanotte del 29 gennaio 1943, al comando del tenente di vascello Vittorio Patrelli Campagnano, individuò un convoglio che transitava nei pressi di Capo Carbon con rotta verso est: si trattava del convoglio «TE 14».

Dopo essersi avvicinato, alle 00.17 del 30 lanciò quattro siluri contro tre navi inglesi; si portò poi nei pressi di un mercantile e lanciò altri due siluri, restando in superficie per verificare l'esito dell'attacco e vedendo gli scoppi delle armi. Fu colpita la corvetta HMS Samphire da 1015 t che affondò in posizione 36°56' N e 5°40' E, portando con sé 45 uomini.
Il 7 febbraio 1943 lanciò quattro siluri contro due trasporti in navigazione, scortati, al largo di Capo Bougaroni: una delle armi andò probabilmente a segno e il risultato potrebbe essere stato il danneggiamento di uno dei due piroscafi oppure, secondo ricerche più recenti, l'affondamento del peschereccio antisommergibili HMS Tervani (409 t) che però alcune fonti attribuiscono ad uno dei gemelli del Platino, l'Acciaio. 

La nave, al momento dell'attacco, stava rimorchiando la nave cisterna francese Moy Mazrout scortata da altri due pescherecci antisommergibile, l'Achroite e l'Arnold Bennett; dopo essere stata colpita (ore 23.27) affondò in pochissimo tempo (in posizione 37°22' N e 6°14' E) con due soli superstiti su un equipaggio di 24 uomini. Il sommergibile italiano fu poi sottoposto ad una dura caccia antisommergibile dalla quale uscì indenne.
Nella mattinata del 18 febbraio il Platino attaccò, con il lancio di quattro siluri, un convoglio formato da dieci trasporti con notevole scorta, in transito nelle acque di Capo Bougaroni: fu avvertita una violenta detonazione ma non fu possibile verificare l'esito dell'attacco perché le unità della scorta attaccarono il sommergibile che dovette precipitosamente immergersi e allontanarsi in immersione. Non ci sono state conferme di danneggiamenti.
Il 7 settembre 1943, nell'ambito del Piano «Zeta» di contrasto al previsto sbarco anglo-americano nell'Italia meridionale, fu disposto in agguato (unitamente ad altri dieci sommergibili) nel Basso Tirreno, tra il Golfo di Gaeta e il Golfo di Paola.
In seguito all'annuncio dell'armistizio diresse per Bona, ove si consegnò agli Alleati. Il 16 settembre 1943, assieme ad altri cinque sommergibili, fu trasferito a Malta con la scorta del cacciatorpediniere HMS Isis. Il 6 ottobre 1943 lasciò l'isola insieme a varie altre unità (sei sommergibili, due torpediniere, un cacciatorpediniere e due unità ausiliarie) per rientrare in Italia; il giorno seguente arrivò a Napoli dove fu impiegato per la produzione di energia elettrica destinata alle strutture portuali.
Nel corso della cobelligeranza con gli Alleati, compì cinque missioni di trasporto e sbarco incursori nell'Alto Adriatico.
Radiato il 18 ottobre 1946, fu demolito nel 1948.
Il Platino effettuò in tutto 36 missioni di guerra, percorrendo 16.673 miglia in superficie e 2362 in immersione in 141 giorni di navigazione.